# Chutorok
Chutorok (ros. Хуторок) – wieś w Rosji, w rejonie czerepowieckim obwodu wołogodzkiego. W 2010 liczyła 2 mieszkańców.